# Agrupación Virgen de Fátima-San Juan Biker Motos
La Agrupación Virgen de Fátima-San Juan Biker Motos (código UCI: AVF) es un equipo ciclista argentino de categoría Continental desde la temporada 2017.

## Material ciclista
El equipo utiliza bicicletas Specialized y componentes Shimano.

## Clasificaciones UCI
Las clasificaciones del equipo y de su ciclista más destacado son las siguientes:

### UCI America Tour
| Temporada | Clasificación por equipos | Mejor corredor  | Posición |
| 2017      | 18.º                      | Ricardo Escuela | 55.º     |
| 2018      | 23.º                      | Mauro Richeze   | 161.º    |
| 2019      | 19.º                      | Nicolás Tivani  | 123.º    |

## Palmarés
Para años anteriores véase: Palmarés de la Agrupación Virgen de Fátima-San Juan Biker Motos.

### Palmarés 2023

#### Circuitos Continentales UCI
| Fechas | Circuito | Carreras | Ganador |

## Plantillas
Para años anteriores, véase Plantillas de la Agrupación Virgen de Fátima-San Juan Biker Motos

### Plantilla 2020
| Integrantes del equipo 2020 | Integrantes del equipo 2020 | Integrantes del equipo 2020         | Integrantes del equipo 2020 |
| Corredor                    | Fecha de nacimiento         | Equipo previo                       |                             |
| --------------------------- | --------------------------- | ----------------------------------- | --------------------------- |
| Nicolás Tivani              | 31 de octubre de 1995       | Trevigiani-Phonix-Hemus 1896 (2018) |                             |
| Nicolás Naranjo             | 10 de julio de 1990         |                                     |                             |
| Daniel Juárez               | 14 de marzo de 1988         | Asociación Civil Mardan (2019)      |                             |
| Ricardo Escuela             | 23 de mayo de 1983          | Municipalidad de Pocito (2016)      |                             |
| Gabriel Juárez              | 7 de diciembre de 1990      | Municipalidad de Pocito (2019)      |                             |
| Leandro Velardez            | 17 de septiembre de 1994    |                                     |                             |
| Luciano Montivero           | 21 de septiembre de 1978    |                                     |                             |
| Óscar Alfredo Gómez         | 30 de julio de 1981         |                                     |                             |
| Santiago Sánchez            | 26 de mayo de 2000          |                                     |                             |
|                             |                             |                                     |                             |
| Fuente: ProCyclingStats     |                             |                                     |                             |